# Marin Držić
Marin Držić (Dubrovnik, 1508. – Mletci, 2. svibnja 1567.), zvani Vidra, bio je hrvatski renesansni dramatik, pjesnik, katolički klerik, Crkveni glazbenik i kazališni glumac iz Dubrovnika, poznat i kao »otac hrvatske drame«.
O petstogodišnjici njegova rođenja Hrvatski sabor proglasio je 2008. godinu u Hrvatskoj Godinom Marina Držića. U njegovu čast objavljen je Leksikon Marina Držića (2009.), a hrvatsko Ministarstvo kulture dodjeljuje nagradu za dramsko djelo s njegovim imenom. U Zagrebu mu je posvećena Avenija Marina Držića.

## Životopis
Rođen je 1508. godine u Dubrovniku. Potječe iz poznate građanske trgovačke obitelji, koja je za Držićeva života proživjela financijski slom, nećak je pjesnika i dramatičara Džore Držića; djevojačko prezime majke je Kotruljević, iz koje dolazi poznati gospodarski pisac i diplomat Benko. Malo je podataka, a još manje vjerodostojnih podataka o pjesnikovu životu. O njegovu osnovnom obrazovanju nema podataka. Najstariji dokumenti o Držiću povezani su s njegovim imenovanjem 1526. godine na mjesto jednog od dvojice rektora crkve Svih svetih (zvane Domino) u Dubrovniku. Držić je u to vrijeme svećenički pripravnik. U veljači 1538. godine Držić je izabran za orguljaša u dubrovačkoj katedrali, a nekoliko mjeseci poslije Vijeće umoljenih dodjeljuje mu novčanu potporu za daljnju naobrazbu. 
Godine 1541. boravi kao student u Sieni, gdje Senat, 12. lipnja, prihvaća njegovu kandidaturu za rektora studentskog doma, uz što se vezala funkcija prorektora Sveučilišta (u ono vrijeme tu su funkciju obavljali studenti). Bio je to jednogodišnji mandat. Obavljajući rektorske dužnosti Držić dolazi u sukob s upraviteljem koji nadzire dom i sveučilište Collegio dei savi dello Studio, kao i s dijelom studenata. Uspijeva izboriti pristanak vlasti za vlastiti projekt novog statuta studentskoga doma. Unatoč zabrani skupova i predstava u privatnim kućama, što je u ono vrijeme u Sieni bilo obvezatno, u noći s 8. na 9. veljače 1542., kao jedan od glumaca Držić sudjeluje u predstavi neidentificirane komedije. Za razliku od drugih, znatno strože kažnjenih sudionika, biva kažnjen samo ukorom. O tome što je Držić u Sieni studirao nema neposrednih dokaza, jedino se, na temelju postojećih informacija, može pretpostaviti da je to najvjerojatnije bilo kanonsko pravo. Ipak, poznato je da studij nije završio. Posljednji dokument koji se odnosi na Držićev boravak u Sieni vijest je od 25. lipnja 1542. o završetku njegova rektorskog mandata. Šestog siječnja 1543. Držić se nalazi u Anconi, gdje zajedno s drugim Dubrovčaninom posuđuje 100 tamošnjih dukata od stanovitog Firentinca, nakon čega ćemo ga sresti tek u siječnju 1546. u Dubrovniku. Tijekom sljedećih godina obavlja funkciju rektora crkve Svih svetih, upravljajući istodobno svojim skromnim imanjem i obavljajući sitne državne poslove. 
U prosincu 1545. Držić stupa kao komornik u službu austrijskog pustolova, grofa Christopha Rogendorfa. Odlazi s njime u Beč, gdje ostaje do polovice travnja 1546. godine. U Dubrovnik se vraća polovicom svibnja. U kolovozu iste godine Rogendorf ponovno stiže u Dubrovnik. Držić ponovno stupa u njegovu službu, ovoga puta kao prevodilac i pravi mu društvo na putu u Carigrad, gdje ga napušta i potkraj 1546. vraća se u Dubrovnik. Odbacivanje službe tumači pred dubrovačkim vlastima domoljubnim razlozima - prisutnošću u grofovu okruženju sina dubrovačkog prognanika Miha Bučinčića, koji je ocrnjivao Republiku. Prije svibnja 1550. Držić prima svećenički blagoslov. Godine 1553. biva izabran za službenika u uredu za sol. 1556. odbacuje prijedlog da ponovno preuzme tu službu. Tijekom čitava Držićeva života provlači se motiv materijalnih teškoća, velik dio posvećenih mu dokumenata, počinjući od 1535. i završavajući s 1562. godinom, govori o raznovrsnim novčanim obvezama, kao i uzimanim i na vrijeme neisplaćivanim dugovima. 
U prosincu 1562. stiže u Veneciju, gdje se 1563. spominje kao kapelan venecijanskog nadbiskupa. Iste godine pronalazimo ga u Dubrovniku. U travnju ili svibnju 1566. stiže u Firencu. Ovdje upućuje četiri pisma Cosimu Mediciju i jedno pismo njegovu sinu Francescu. U njima predlaže da se svrgne, prema njegovu mišljenju, nesposobna i neodgovorna vlast u Dubrovniku i ocrtava plan budućeg ustroja Republike u kojoj bi plemići trebali dijeliti vlast s predstavnicima puka pod protektoratom Medicija. Radi realizacije tih ciljeva moli, između ostalog, za financijsku pomoć i neveliku vojnu potporu. Ne dobivši odgovora, napušta Firencu. Umire u Veneciji 2. svibnja 1567. godine i biva tamo pokopan u crkvi sv. Ivana i sv. Pavla. Živopisni piščev lik, brojne bjeline u njegovoj biografiji, a prije svega urotnička pisma pronađena 1938. god., bili su razlog što je Držićeva biografija izazivala različite hipoteze i spekulacije i postala predmetom suprotstavljenih interpretacija. U ekstremnim inačicama Držićev lik ocrtava se ili kao lik neodgovornog pustolova koji neprestance trči za novcem, ili kao lik pobunjena plebejca koji se bori za bolji, pravedniji svijet.

## Stvaralaštvo
Kronologija Držićeva stvaralaštva u mnogim je točkama nesigurna. Sve informacije o njegovu književnom djelovanju odnose se na godine 1548-59. Na temelju raznovrsne dokumentacije rekonstruiran je sljedeći redoslijed njegovih dramskih djela: izgubljena komedija Pomet, pastoralna drama u stihu Tirena, 1549., rustikalna farsa u stihu Novela od Stanca 1550,  rustikalno--mitološka drama u stihu Venere i Adon 1551, Tirena, 1551, komedija u prozi Dundo Maroje, 1551, komedija u prozi Skup 1555?. Vrijeme premijere Pjerina, komedije sačuvane u fragmentima, nije se dalo utvrditi. Izvođači Držićevih drama bile su amaterske družine: između ostalog, družina Pomet, družine Garzarija i Od Bidzara, sastavljene od mladih plemića, te družine koja se zvala Njarnjasi i koja je izvodila pastorale.
Godine 1551. pojavila se jedina Držićeva knjiga objavljena za njegova života. Nije sačuvan nijedan primjerak tog izdanja, ali valja pretpostaviti da je ono istovjetno s dvama sljedećim izdanjima (Venecija 1607., 1630.) i sadržavalo je Držićevu ljubavnu liriku, kao i tri dramska djela: Tirenu, Pripovijes kako se Venere božica užeže u ljubav lijepoga Adona u komediju stavljena i Novelu od Stanca. Preostala Držićeva djela sačuvala su se, često u nepotpunu obliku, u rukopisima, od kojih najstariji potječu iz druge polovice 16. st. Jedina Držićeva tragedija jest "Hekuba", koja je bila njegovo zadnje djelo, dozvolu za izvođenje dobila je 1559. godine.
Držićevo stvaralaštvo nailazilo je na priznanje suvremenika, ali je i pobuđivalo prijepore i dvojbe. Nakon praizvedbe Tirene Držić je čak optužen za plagijat čijom je žrtvom trebao biti Mavro Vetranović. Ovaj je ipak odlučno to zanijekao te je napisao pjesmu podrške u kojoj brani Držića nazvanu "Pjesanca Marinu Držiću u pomoć". Držićeva lirska poezija  nastavlja se na raniji hrvatski petrarkizam. Glavno područje njegova stvaralaštva bijaše drama. Držićev dramski opus tvore dva temeljna odvjetka: idilični i komediografski. Osnovu Držićevih drama predstavlja antiteza: suprotstavljanje pastoralnih ili mitoloških motiva rustikalnim motivima, viših stilova nižima, stiha prozi, svijeta poezije realnome svijetu. Držićevo komediografsko stvaralaštvo većim dijelom predstavlja, za renesansu karakteristična, regularna komedija, tzv. commedia erudita. Držić je pisac visoke književne kulture, upoznat s antičkom tradicijom (posebice s Plautom, odomaćenim u Dubrovniku), kao i sa suvremenom talijanskom komedijom i talijanskom novelistikom koja je toj komediji bila važnim izvorom inspiracije.

## Utjecaj
Držićevi su najveći umjetnički dosezi u komedijama Dundo Maroje i Skup. Karakterističnim za njegovo stvaralaštvo je renesansni vitalizam, uz sjene sumnje i ironiju koja nagovješćuje manirističko razdoblje. Držić nije kreator podijeljenih ličnosti, nije tvorac nezaboravnih karaktera - iako ih nije poznavao, (niti je mogao, zbog kronologije) najbliži su mu komediografi poput Bena Jonsona ili Lope de Vege, čija djela obiluju energijom nabijenim skiciranim likovima, a ne ličnostima.  Možemo samo žaliti što se od njegova djela nije sačuvalo više, a ni što on sam nije utrošio više energije u vlastitu istinsku vokaciju, umjesto u bizarne političke projekte. Sudimo li po jeziku, njegov je virtuozan, njegovan, a opet bujan idiom pokazao svu raskoš i potenciju hrvatskoga jezika sredine 16. stoljeća, i u tom stoljeću, predstavljenom najviše poezijom, on je praktički jedini prozni autor čiji izraz doživljavamo kao moderan i posve razumljiv, bez nezgrapnosti i artificijelnosti koja je pratila kasniju hrvatsku prozu. Suprotstavljanje visoke retorike i pučke burleske daje životnost i tečnost njegovu izričaju- nešto što je hrvatska proza ponovo polučila tek u drugoj polovici 19. stoljeća. «Otkriven» ponovo u 19. stoljeću, Marin Držić je najživotniji hrvatski renesansni pisac i temelj hrvatskoga dramskoga repertoara.
Bio je književni uzor hrvatskom književniku Antunu Sasinu.

## Djela
Dramska djela
- Pomet (izgubljena komedija), 1548., ispred Kneževa dvora
- Tirena (pastoralna drama u stihu), 1549., ispred Kneževa dvora, predstava prekinuta zbog nevremena; zahvaljujući nedavnomu otkriću primjerka prvoga, za autorova života tiskanoga izdanja Tirene iz 1551. u Milanu, utvrđeno je kako je ona također igrana 1548. godine, po nekim mišljenjima prije Pometa, te je ta pastorala zapravo Držićev kazališni prvijenac
- Novela od Stanca (pokladna igra), 1550., palača Frana Kabužića, svadba Martolice Džamanjića
- Venere i Adon ili Pripovijes kako se Venere božica užeže u ljubav lijepoga Adona u komediju stavljena (rustikalno-mitološka drama u stihu), 1551., palača Sinčićevića, svadba Vlaha Držića
- Dundo Maroje (komedija u prozi), 1551., vijećnica Kneževa dvora
- Džuho Kerpeta (pastoralno-rustikalna drama u prozi ili komedija, sačuvana u nevelikim fragmentima), 1554.(?), svadba Rafa Gučetića
- Skup (komedija u prozi), 1555.(?), svadba Saba Gajčina
- Grižula ili Plakir (rustikalno-mitološka drama u prozi i stihu), 1556., svadba Vlaha Sorkočevića
- Tripče de Utolče (komedija u prozi), (?)
- Arkulin (komedija u prozi), (?)
- Pjerin (komedija sačuvana u fragmentima), (?), svadba Džona Miškinova
- Hekuba ( tragedija, adaptacija Euripidove tragedije na temelju talijanske preradbe L. Dolcea) 1559.

Pjesništvo
- Pjesni
- U smrt od Fjore Martinove Šumičić
- Epithaphio
- Svitlom i vridnomu vlastelinu Sabu Nikulinovu Marin Držić
- Tužba Ljubmira od komedije Tirene
- Prolog drugi komedije prikazane u Držić na piru

Neknjiževni spisi
- Predstavka senatu Sijenske Republike
- Jedan rektorski dopis iz Siene
- Izjava u parnici braće Primovića
- Politička pisma

## TV i film o Držiću
- Hrvatski velikani: Marin Držić, osma epizoda TV serije o hrvatskim velikanima Roberta Knjaza snimljena za HRT 2016. godine u Dubrovniku.[7] O Držiću govore Slobodan Prosperov Novak, Viktoria Franić Tomić i ini.[8]
- Libertas, film Veljka Bulajića iz 2006.

## Vanjske poveznice
Sestrinski projekti
|  | Wikizvor ima izvorni tekst Autor:Marin Držić      |
|  | Wikicitati imaju zbirke citata o temi Marin Držić |

- Leksikon Marina Držića - mrežno izdanje
- HRT o Marinu Držiću  Arhivirana inačica izvorne stranice od 31. kolovoza 2009. (Wayback Machine)